# Liberace
Liberace, all'anagrafe Władziu Valentino Liberace (pronuncia in inglese [ˌlɪbəˈrɑːtʃi], Liberàci per gli altri italoamericani; West Allis, 16 maggio 1919 – Palm Springs, 4 febbraio 1987), è stato un attore, pianista, personaggio televisivo, nonché artista di music-hall statunitense, di origini italiane, per parte di padre, e polacche, per parte di madre.
Fra gli anni cinquanta e gli anni settanta è stato l'artista con il più alto cachet del mondo. Musiche da lui eseguite al pianoforte sono state utilizzate in colonne sonore di molti film e una delle sue canzoni più conosciute è il brano natalizio Here Comes Santa Claus. Come attore è apparso in due episodi della serie televisiva degli anni sessanta Batman e il suo nome è iscritto fra quello delle celebrità della Hollywood Walk of Fame.

## Biografia

### Origini

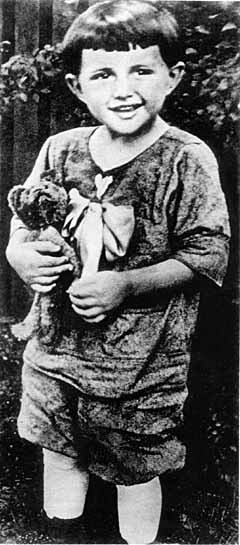
Il piccolo Liberace nel 1922

Nato nel sobborgo di West Allis, era chiamato semplicemente Lee dagli amici, mentre in famiglia lo chiamavano Walter. Nacque da padre italiano, emigrato da Formia, Salvatore "Sam" Liberace (9 dicembre 1885 – 1º aprile 1977) e madre polacca, Frances Zuchowska (31 agosto 1892 – 1º novembre 1980). Aveva un gemello, che però morì alla nascita. Liberace nacque, secondo un detto popolare, "con la camicia", ovvero con il sacco amniotico avvolto attorno al corpo, segno di buon augurio secondo molte culture.
Da bambino, Liberace soffrì di problemi di eloquio e molti dei suoi compagni lo sbeffeggiavano per la sua emergente effeminatezza, oltre al fatto che rifuggiva gli sport che tradizionalmente i bambini della sua età praticavano, preferendo la cucina e il pianoforte.

### Musica in famiglia e l'inizio della carriera
Suo padre era un musicista e aveva suonato il corno in diverse bande musicali, talvolta accompagnando le proiezioni dei film del cinema muto. Di mestiere, tuttavia, continuò a fare l'operaio o l'artigiano. Se il padre era favorevole a che Liberace si avvicinasse alla musica, la madre considerava questa passione come un lusso che la famiglia non poteva concedersi. In seguito Liberace stesso raccontò come fosse intenzione del padre avere in famiglia qualcun altro che si interessasse di musica .
Liberace iniziò a suonare il pianoforte all'età di quattro anni. Il suo prodigioso talento fu da subito evidente e già a sette anni riusciva a memorizzare pezzi difficili. Studiò tecnica col pianista polacco Ignacy Paderewski, che incontrò per la prima volta dopo un concerto al Pabst Theater a Milwaukee. "Ero quasi senza fiato dalla gioia di conoscere un così grande virtuoso. I miei sogni erano pieni di fantasie nel voler seguire i suoi passi... Ispirato e infiammato di ambizione, iniziai a fare pratica con fervore rendendo ogni mio sforzo precedente col pianoforte come se fosse stato inutile". Paderewski divenne in seguito un amico di famiglia.
La Grande depressione fu un periodo difficile. Le prime esperienze musicali di Liberace furono nei teatri, nelle radio locali, nei clubs, durante i matrimoni. Già nel 1934 suonava il pianoforte in un gruppo jazz chiamato "The Mixers", per poi passare ad altri gruppi. Adottò per qualche tempo il nome d'arte di "Walter Busterkeys". Contemporaneamente iniziò a interessarsi al disegno e alla pittura dimostrandosi talentuoso; come nella moda, mettendo in luce la sua stravaganza con abiti vistosi che saranno il preludio delle auto dorate che mostrerà negli anni d'oro della sua carriera.
Dopo aver finito gli studi al conservatorio musicale del Wisconsin, entro' definitivamente nel mondo dello spettacolo, usando diversi nomi d'arte, fra i quali: Walter Busterkeys, Walter Liberace, Lee Liberace, Liberace Chefroach, The Glitter Man, Mr Showmanship.
Nel 1937 partecipò ad una esibizione di musica classica, dove venne apprezzato, oltre che per lo straordinario talento musicale, per sue doti di showman. Al termine di un concerto classico a La Crosse nel 1939, suonò su richiesta per la prima volta, il brano popolare "Three Little Fishies". Il 15 gennaio 1940, appena ventenne, debuttò con la Chicago Symphony Orchestra al Pabst Theater di Milwaukee, suonando il Concerto per pianoforte n.2 di Liszt sotto la direzione di Hans Lange, dal quale ricevette un'accurata preparazione; dopodiché iniziò un tour nel Midwest.

### Il cambiamento e la carriera

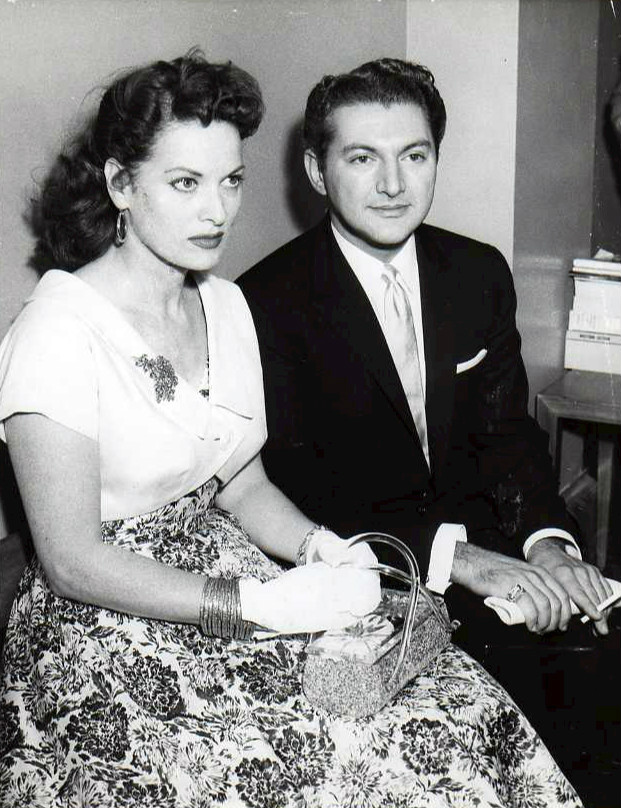
Liberace e l'attrice Maureen O'Hara nel 1957

Tra il 1942 e il 1944 si diede ad "un pop con un po' di classica" o, come lui stesso amava definire il suo genere musicale,  "alla musica classica senza le parti noiose". Nei primi anni Quaranta, partendo da New York, iniziò a esibirsi nei principali night clubs degli Stati Uniti. Passò così dall'essere un composto pianista allo stravagante showman per cui lo si ricorda, mischiando, per esempio, Chopin col brano popolare "Home on the Range". Per qualche tempo, si esibì suonando sul palco con un fonografo o ad intrattenere il pubblico raccogliendone le richieste, facendo dando facere lezioni, curando personalmente molti aspetti delle sue esibizioni, dal palcoscenico alle luci, sino allo stile delle presentazioni. Questa trasformazione fu dettata sia dal suo desiderio di entrare in contatto diretto col suo pubblico, che dall'oggettiva difficoltà nel competere nel mondo del piano classico di quegli anni.
Nel 1943, iniziò ad apparire in alcuni Soundies (precursori dei video musicali, popolari negli anni '40), esibendosi nella "Tiger Rag" e nella "Twelfth Street Rag". In questi brevi filmati si faceva chiamare Walter Liberace. Questi "Soundies" vennero poi diffusi anche per il mercato popolare dalla Castle Films. Nel 1944 si esibì per la prima volta a Las Vegas, che poi diverrà il suo principale palcoscenico. Dopo aver lavorato in diversi club, nel 1945 suonò al Persian Room, fatto che fece scrivere alla rivista Variety: "Liberace è come un ponte tra Cary Grant e Robert Alda. Ha modi gentili, mani bellissime che muove propriamente, e con tutto ciò fa suonare le campane dei cuori con una presentazione impeccabile, come uno showman di routine. Sbancherà i botteghini". Il The Chicago Times scrisse: "suona Chopin per un minuto e quindi passa a Chico Marx subito dopo".

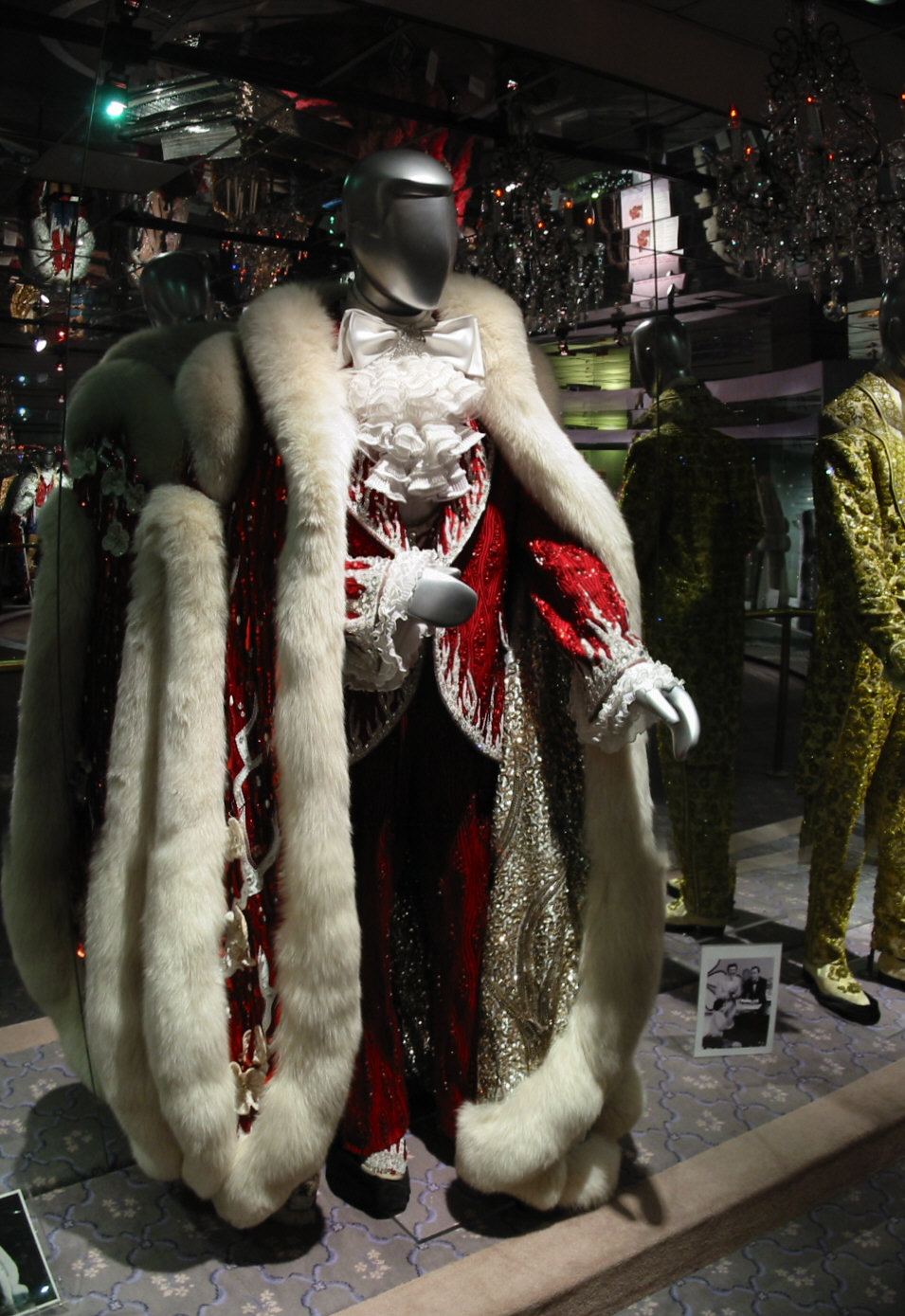
Un costume di scena di Liberace per uno spettacolo natalizio

Questi furono gli anni in cui Liberace lavorò moltissimo sul suo personaggio. In tutti i suoi spettacoli iniziò a portare un candelabro che divenne il suo segno distintivo, ispirato in questo dal biopic A Song to Remember (1945). Adottò definitivamente il nome d'arte di "Liberace", non mancando di puntualizzare alla stampa come si pronunciasse correttamente: "Liber-Ah-chee". Iniziò a indossare una cravatta bianca e degli smoking per essere maggiormente visibile nelle grandi sale. Iniziò a suonare anche in feste private, tra cui quella divenuta famosa a Park Avenue per il milionario petroliere J. Paul Getty. Dal 1947, iniziò a referenziarsi come "Liberace — il più strabiliante virtuoso del piano odierno". Per migliorare ulteriormente la sua spettacolarità sul palcoscenico e accrescere ancor di più la sua presenza, compro' un Grand Blüthner che fece ricoprire di foglia d'oro (nulla se considerato ai pianoforti con cui si esibirà in seguito, riccamente decorati talvolta con specchi e pietre preziose). Si spostò quindi da Los Angeles a North Hollywood nel 1947, dove si esibì in club come il Ciro's e il Mocambo, con star come Rosalind Russell, Clark Gable, Gloria Swanson e Shirley Temple.
Liberace creò una vera e propria macchina della pubblicità che lo aiutò a divenire una star. Malgrado il suo successo, la sua stravaganza non accennò a fermarsi con costumi sempre più elaborati e scene sempre più impressionanti il che richiedeva uno staff che lo seguisse in ogni concerto. Las Vegas coi suoi grandi spazi divenne il luogo ideale per le sue esibizioni, vista la crescita del numero dei suoi fan. Nel 1950 si esibì davanti al presidente Harry S. Truman nella East Room della Casa Bianca.
L'esibizione a New York presso il Madison Square Garden nel 1954, gli portò un guadagno di ben 138.000 dollari. Il suo nome venne menzionato nel brano del popolarissimo gruppo The Chordettes del 1954, "Mr. Sandman". Dopo il 1955 guadagnava 50.000 dollari a settimana con le sue esibizioni al Riviera Hotel and Casino di Las Vegas e iniziò a costituire alcuni dei 200 fan club che ricopriranno la sua carriera con un quarto di milione di membri. Con un milione di dollari ricavato dai suoi spettacoli e un altro milione dalle sue apparizioni televisive, Liberace era spesso sulle copertine di molte riviste, divenendo una superstar della cultura pop, ma nel contempo anche il bersaglio preferito di comici e intrattenitori.

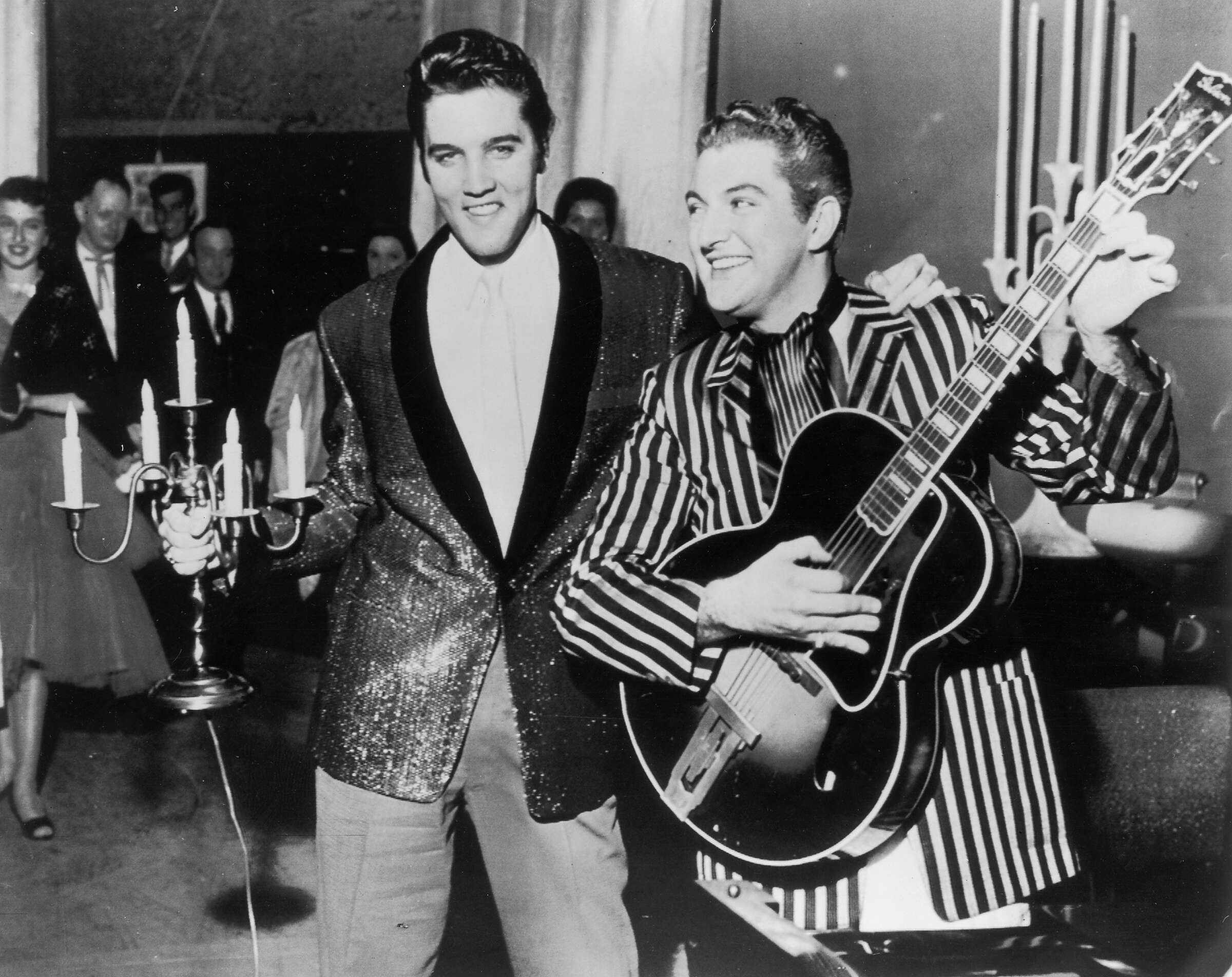
Liberace e Elvis Presley nel 1956

Liberace apparve l'8 marzo 1956 nell'episodio del quiz TV You Bet Your Life ospite di Groucho Marx.
I critici musicali furono spesso particolarmente polemici nei suoi confronti. Lewis Funke, dopo un concerto alla Carnegie Hall, scrisse che la musica di Liberace "dev'essere servita con tutti i trucchetti di spettacolo disponibili, forte più che mai, dolce più che mai, e sentimentale soprattutto. Egli è soprattutto uno showman ricoperto di crema e ciliegie". Ancora più aspra fu la critica mossa alla sua mancanza di fedeltà nei confronti dei grandi compositori. "Liberace ricrea - se si può usare questa parola - ogni composizione a sua immagine. Quando è troppo difficile, la semplifica. Quando è troppo semplice, la complica". La sua tecnica venne definita "senza ritmi, con tempi sbagliati, con fasi distorte, con eccessi di sentimentalismo e imbellettature, un totale fallimento nell'aderenza a quanto scritto sullo spartito".
A tal proposito Liberace replicò che "io non do concerti, metto in piedi uno spettacolo". A differenza dei pianisti classici che normalmente terminavano le loro esibizioni tra gli applausi ed il ritiro dal palcoscenico, lui invitava il pubblico a salire sul palco, a toccare i suoi vestiti, il suo piano, i suoi gioielli, le sue mani. Baci, strette di mano, abbracci e carezze erano spesso il premio più ambito.
Un aspetto spesso poco noto della vita di Liberace fu la sua tendenza politica al conservatorismo, il che lo rese un fervente capitalista con un fascino particolare per la regalità, i cerimoniali, il lusso. Amava snobbare i ricchi e i famosi ostentando ciò che egli era riuscito a realizzare.
Nel 1953 si fece costruire la sua prima casa avente come tema il pianoforte, dove persino la piscina ne aveva la forma. Era la casa dei suoi sogni: vistosa, pacchiana, con un mobilio ricco e antico e tante stravaganze uniche nel loro genere. Divenne un personaggio pubblicitario senza eguali e venne scelto come testimonial per le limousine della Cadillac. Quando qualcuno gli chiese quanto credeva nel prodotto che stava reclamizzando, egli rispose sarcasticamente: "Se sto vendendo del tonno, devo credere nel tonno".

### I primi lavori in TV eThe Liberace Show

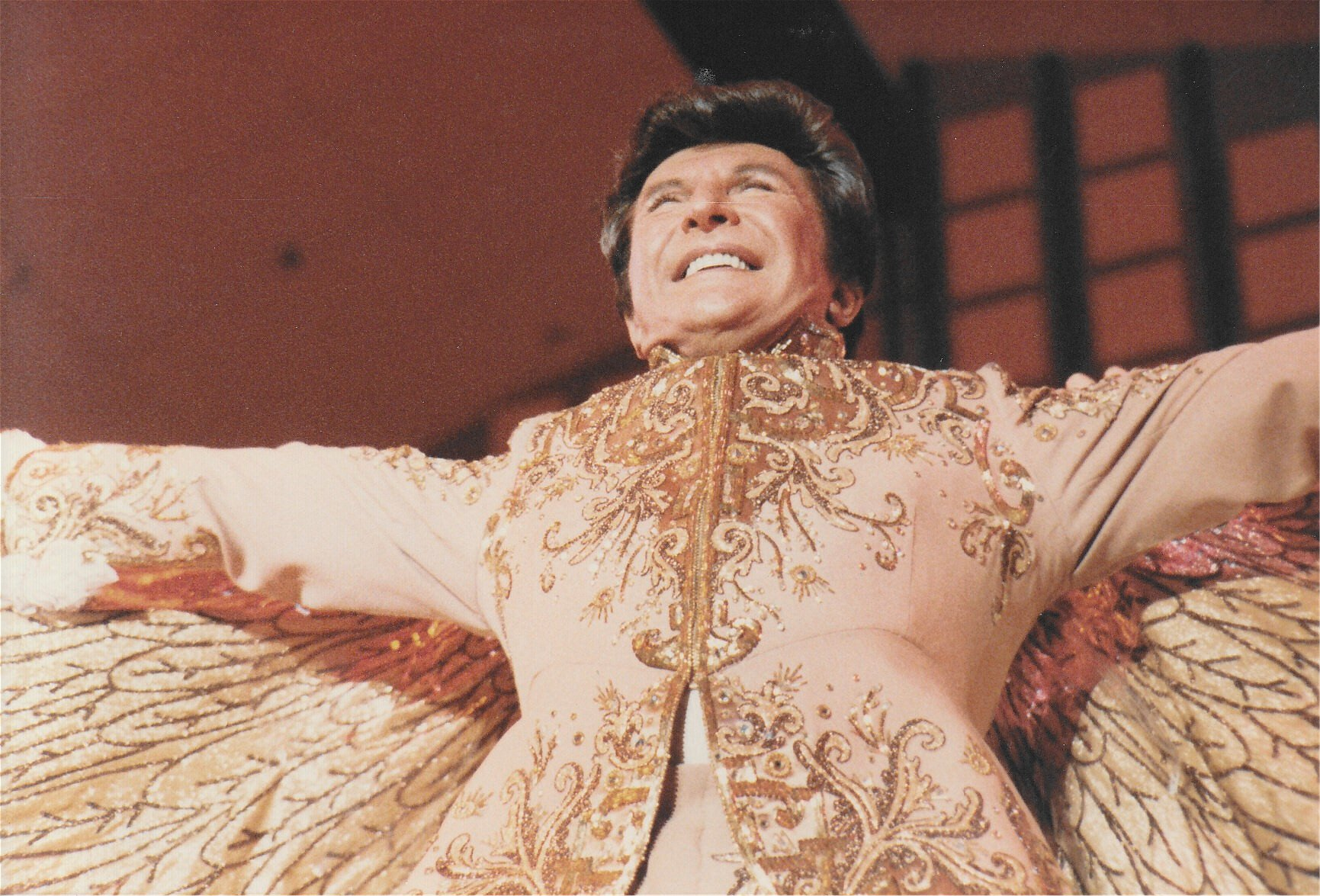
Liberace nel 1983

Appena gli fu possibile Liberace intraprese la carriera televisiva, dato la radio non gli consentiva di "trasmettere" l'immagine che si era creato. Malgrado l'entusiasmo però rimase deluso dalla sua prima apparizione come ospite alla CBS nel programma The Kate Smith Show, seguita alla DuMont in Cavalcade of Stars con Jackie Gleason. Fu negativamente colpito dal frenetico lavoro che sta dietro alle riprese e dal poco tempo dedicatogli. Fece quindi di tutto per avere un proprio spazio televisivo dove potesse organizzare la sua esibizione, come era solito fare nei club.
Il suo primo show fu in una televisione locale di Los Angeles e fu un vero successo, procurandogli il tutto esaurito per la sua esibizione al Hollywood Bowl.
Il programma televisivo di soli 15 minuti dal titolo The Liberace Show, iniziò il 1 luglio 1952, ma non venne trasmesso con regolarità. Il grande lavoro lo fece invece il produttore Duke Goldstone che montò una versione cinematografica con spezzoni delle audience live di Liberace nel 1953 e ne ricavò uno show televisivo di successo. Nei primi due anni di televisione, Liberace guadagnò 7 milioni di dollari.
Nel suo programma trattava il pubblico come se stesse esibendosi dal salotto di casa. La sua "domesticità ritualistica" già usata da grandi della televisione come Jack Benny e Lucille Ball, lo portarono ad invitare spesso in trasmissione suo fratello George come violinista o direttore dell'orchestra d'accompagnamento, sua madre col fratello Rudy e la sorella Angelina, tutti menzionati come la "family". Liberace iniziava i suoi show cantando "I'll Be Seeing You" che ben presto divenne il suo inno. Aveva un repertorio vastissimo fatto di musica classica, stacchetti di spettacoli, colonne sonore di film, ritmi latinoamericani, canzoni etniche e boogie-woogie.
Lo show divenne popolarissimo con quasi 30.000.000 di spettatori e 10.000 lettere di fan alla settimana e fu anche uno dei primi show a essere trasmessi anche in Inghilterra dalla Associated TeleVision di Lew Grade, consentendo così di farsi conoscere anche al di fuori dei confini degli Stati Uniti. Iniziò così a emergere il Liberace come icona gay, anche se non dichiarato. L'autore Darden Asbury Pyron scrisse a tal proposito: "Liberace fu il primo gay che Elton John vide in TV; divenne il suo eroe".

### DopoThe Liberace Show

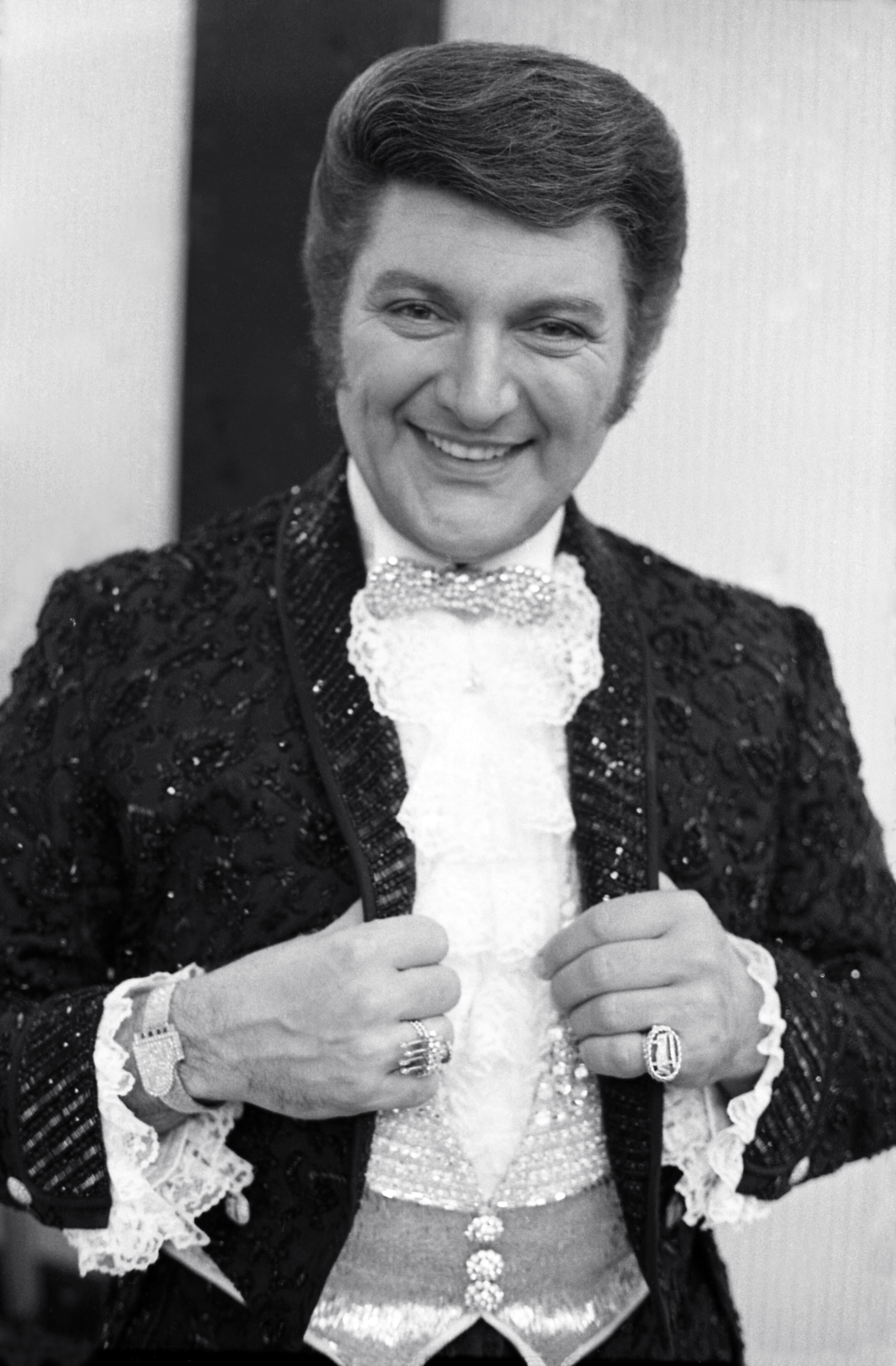
Liberace nel 1968

Nel 1956, Liberace ottenne il suo primo ingaggio internazionale, suonando con successo a L'Avana a Cuba e sul finire dell'anno fece un tour in Europa. Da sempre devoto cattolico, considerava il poter incontrare papa Pio XII come l'apice della sua carriera. Nel 1960 si esibì al London Palladium con Nat King Cole e Sammy Davis, Jr. in quella che divenne nota come la Royal Variety Performance, per la regina Elisabetta II.
Il 19 luglio 1957, alcune ore dopo che aveva depositato una denuncia per diffamazione con una richiesta di indennizzo di 25.000.000 di dollari contro il settimanale Confidential, due uomini mascherati fecero irruzione nella sua casa di Sherman Oaks e, non trovandolo, malmenarono sua madre. Liberace venne informato dell'evento solo alla fine dello spettacolo che si stava tenendo al Moulin Rouge di Parigi. Da allora delle guardie vennero quindi poste davanti alla sua abitazione e a quelle dei suoi due fratelli.
Malgrado il successo dei tours europei, nel 1957 la carriera di Liberace ebbe una battuta d'arresto, ma il musicista trovò nuovamente il modo di tirarsi su tramite i club, le apparizioni televisive e la pubblicità. Il 22 novembre 1963 ebbe dei problemi ai reni, dovuti probabilmente all'inalazione di gas emessi da prodotti per la pulizia dei costumi a Pittsburgh. Svenne, ma fu ridestato da chi accorse in camerino
Ripartì davaganti (piume di struzzo, cappelli e anelli enormi), con entratecome etto (arrivò sul palcoscenico a bords-Roynero coreografibizzarri con (con cori, macch e e e animali), spesso conpartecipazionein scen ad i giovani un volta amusicisti come il cantante australiano Jamie Redfern on ce il suonatore di banjo canadesefatte di Sy Plummer o con la cant.tS Barbrsi esibiva con  della sua carriera.
Acquistò diversi negozi di antiquariato a Beverly Hills ed alcuni ristoranti a Las Vegas. Pubblicò dei libri di cucina, di cui il più famoso fu il Liberace Cooks, scritto con la guru dell'epoca, Carol Truax, con l'esclusiva ricetta della "Liberace Lasagna" e dei "Liberace Sticky Buns".
Gli show live di Liberace durante gli anni '70 e '80 si tennero perlopiù al Las Vegas Hilton e a Lake Tahoe, dove arrivò a guadagnare 300.000 dollari a settimana.

### Gli ultimi lavori in TV

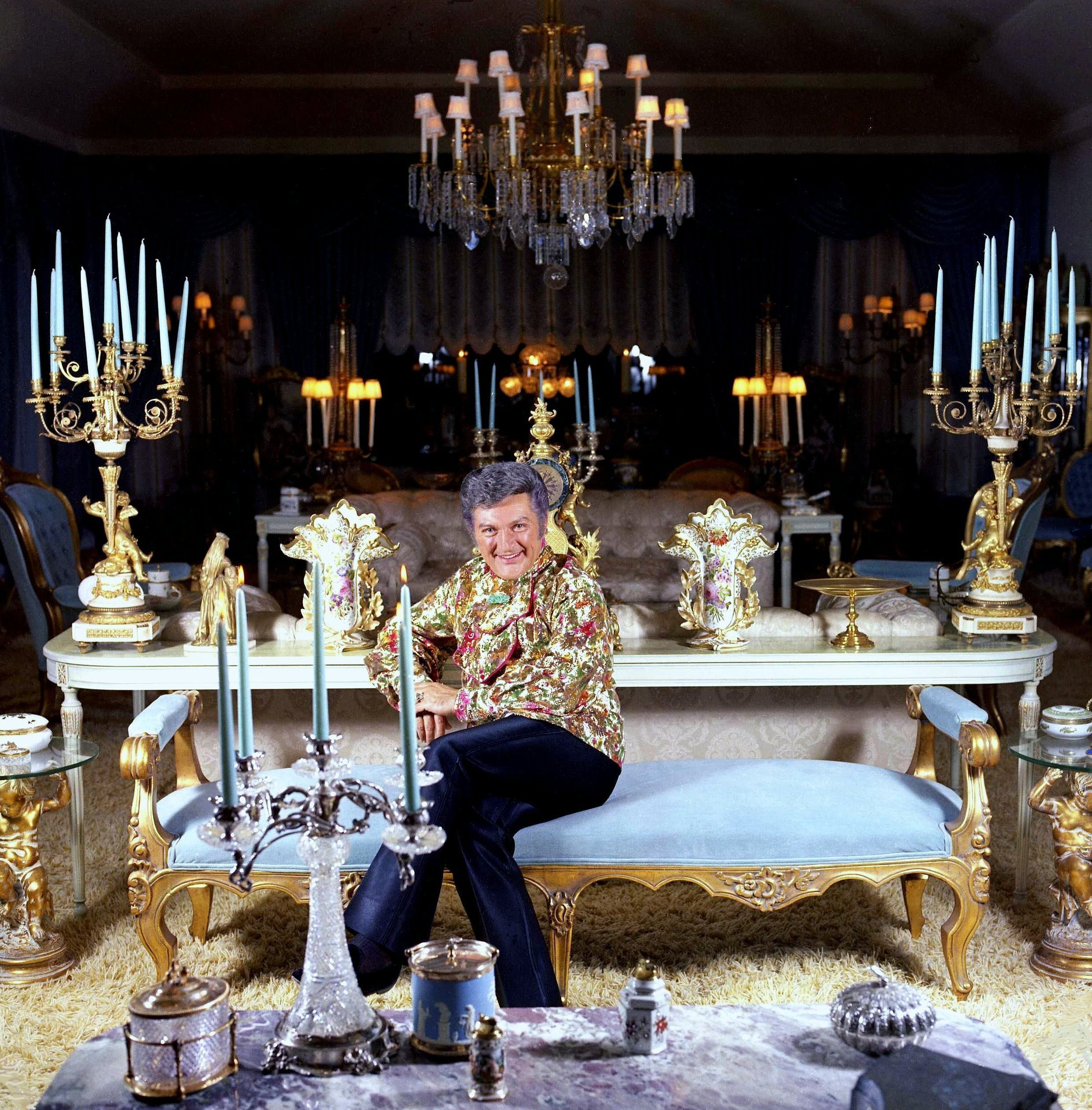
Liberace nel salotto della sua abitazione

Liberace apparve anche in altri show televisivi come The Ed Sullivan Show, The Ford Show, Starring Tennessee Ernie Ford, Person to Person di Edward R. Murrow e quelli di Jack Benny e Red Skelton, spesso parodiando il suo personaggio. Un nuovo Liberace Show,  ma meno sontuoso del primo, fu trasmesso dalla ABC nel 1958, ma venne chiuso dopo sei mesi per un crollo degli ascolti. Liberace ricevette una stella sull'Hollywood Walk of Fame nel 1960 per i suoi contributi all'industria televisiva. Continuò ad apparire in TV come ospite a The Tonight Show con Jack Paar negli anni '60, con interviste memorabili assieme a Zsa Zsa Gábor e Muhammad Ali, e poi con Johnny Carson. Apparve in un cameo nel film The Monkees dell'omonimo gruppo musicale nei panni di un gallerista avant garde mentre prende a mazzate un pianoforte.
Nella serie televisiva Batman nel 1966 assieme a Adam West e a Burt Ward, Liberace recitò il doppio ruolo del concertista per pianoforte Chandell e del suo gemello gangster Harry, il quale passa la vita a ricattare Chandell, negli episodi "The Devil's Fingers" e "The Dead Ringers", entrambi scritti da Lorenzo Semple Jr., vero sviluppatore di Batman per la televisione. Gli episodi di questa storia in due parti, secondo The Official Batman Batbook di Joel Eisner, furono i picchi di massimo spettacolo di tutti gli episodi. Altre apparizioni televisive furono a Here's Lucy (1970), in Kojak e ne The Muppet Show (entrambi nel 1978), sempre impersonando sé stesso. In queste due ultime apparizioni si dilettò in "Concerto for the Birds", "Misty", "Five Foot Two" e in una riedizione di "Chopsticks".
Negli anni '80 prese parte al Saturday Night Live (in un episodio con Hulk Hogan e Mr. T), e nel 1984 nel film Special People. Nel 1985, apparve a WrestleMania come segnatempo per l'evento ufficiale.

### Ultima esibizione e morte

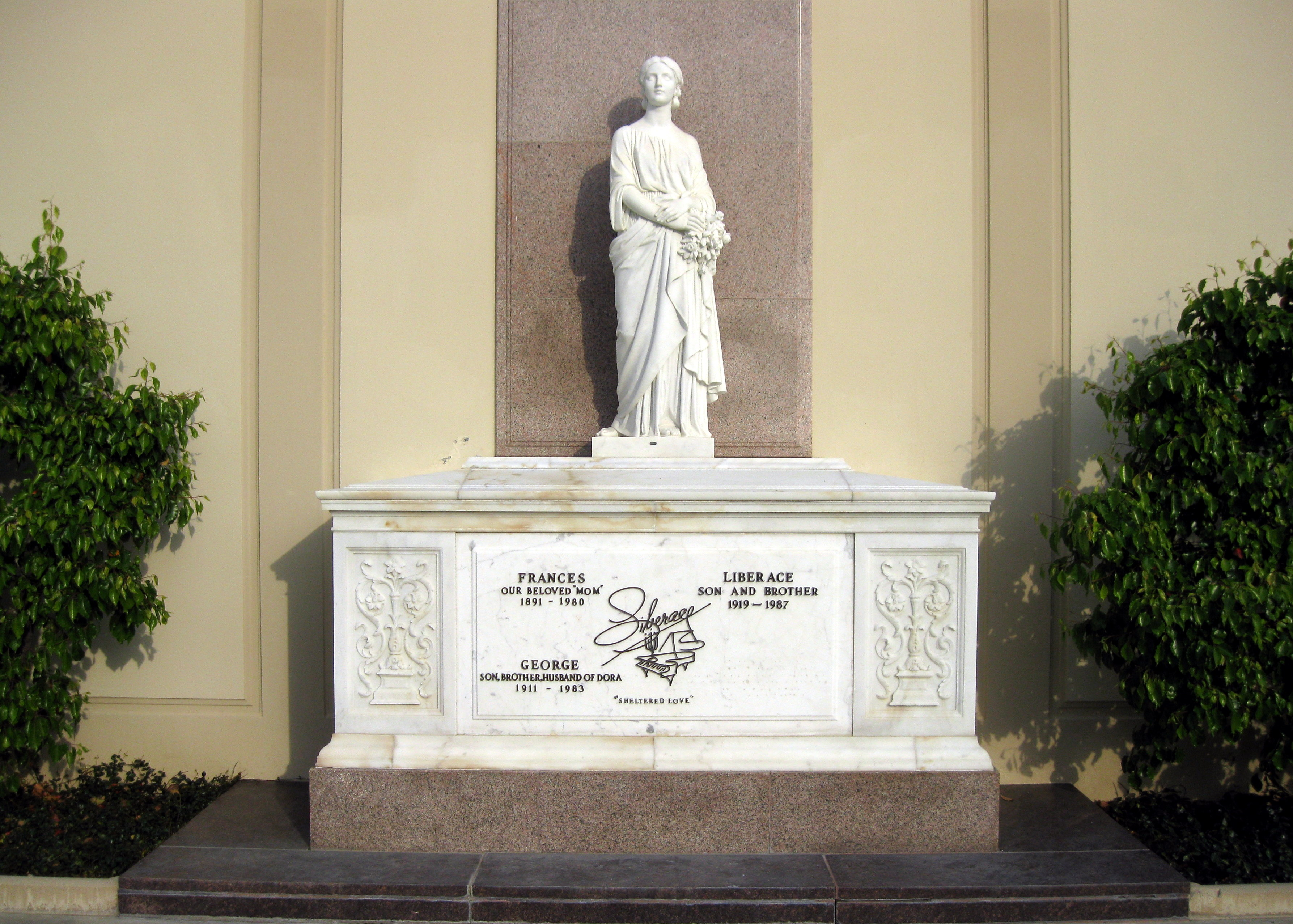
La tomba di Liberace al Forest Lawn Cemetery

L'ultima esibizione dal vivo di Liberace si tenne alla Radio City Music Hall di New York il 2 novembre 1986, mentre la sua ultima apparizione in televisione risale al giorno di Natale dello stesso anno, quando fu ospite del talk-show Oprah Winfrey Show.
Morì all'età di 67 anni nella sua casa invernale di Palm Springs per complicazioni dovute all'AIDS, malattia di cui soffriva almeno dall'agosto del 1985, quando gli venne diagnosticata da una medico di Las Vegas. Da due anni soffriva di enfisema e problemi cardiocircolatori ed una dieta quasi esclusivamente a base di melone lo avevano fatto diventare anemico. La sua condizione di sieropositivo venne celata al pubblico fino a dopo la sua morte. Nonostante circolasse la voce che l'artista fosse omosessuale, egli negò sempre pervicacemente.
È sepolto al Forest Lawn Memorial Park di Hollywood Hills, Los Angeles. Una statua in cera lo ricorda nel museo di Madame Tussauds a Las Vegas.

## La sessualità
La fama di Liberace non fu solo negli Stati Uniti e non solo per la sua musica. Nel 1956 in un suo articolo sul Daily Mirror il colonnista Cassandra (William Connor) descrisse Liberace come "…l'incontro di sessi, pinnacolo di mascolinità, femminilità e neutralità. Qualunque cosa egli, ella o esso faccia è ok… ammiccante, gioioso, coccoloso, cromato, impregnato di profumo, luminoso, tremante, ridacchiante, al sapore di frutta, affettato, coperto di ghiaccio e da tanto amore materno" Liberace inviò al giornale un telegramma che così recitava: "Ciò che avete detto mi ha colpito molto negativamente. Ho pianto durante tutta la strada verso la banca." Questo velato riferimento era alla causa che intentò poco dopo, testimoniando alla corte di Londra la sua non omosessualità e il fatto che egli non avesse mai preso parte ad atti omosessuali, cosa all'epoca reputata illegale.
Vinse la causa, in parte perché Connor utilizzò l'espressione denigratoria fruit-flavoured ("al sapore di frutta") che lasciava chiaramente intuire la sua volontà di provocare sull'effeminatezza di Liberace, e poi perché in slang americano fruit è la parola per indicare una persona omosessuale. Le 8.000 sterline di danni ricevuti dal Daily Mirror permisero a Liberace di riportare poi la sua versione ai giornali. La popolarità della frase del telegramma inviato da Liberace a ogni modo fece il giro del mondo al punto da ispirare il titolo Crying All the Way to the Bank, per un report dettagliato dei processi del giorno e delle interviste condotte dal giornalista Revel Barker proprio del Daily Mirror.

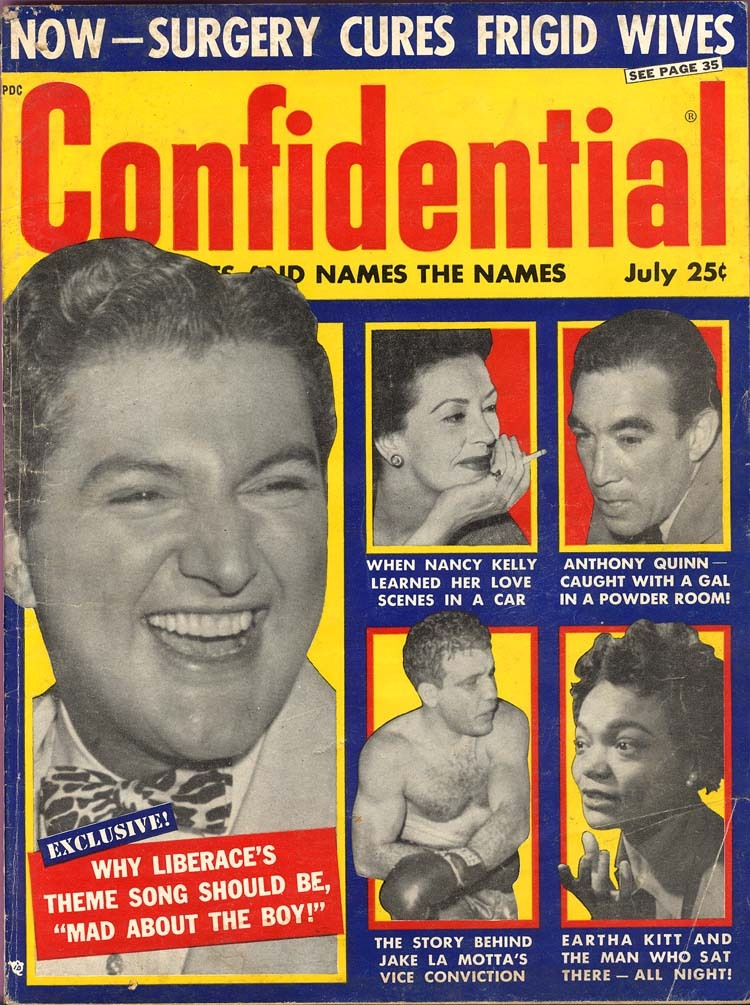
Confidential copertina del 2 luglio 1957, "Why Liberace's Theme Song Should Be 'Mad About the Boy!'" (Ecco perché la canzone tema di Liberace dovrebbe essere 'Pazzo per un ragazzo!')

Liberace dovette difendersi da un caso simile contro il settimanale statunitense Confidential e contro le continue asserzioni sulla sua omosessualità. Confidential sulla sua copertina del 1957 scrisse, Why Liberace's Theme Song Should Be 'Mad About the Boy!' ("Ecco perché la canzone tema di Liberace dovrebbe essere Pazzo per un ragazzo!").
Nel 1982 Scott Thorson, l'ex chauffeur di Liberace, di appena 22 anni, e sedicente amante degli ultimi suoi cinque anni, citò in giudizio il pianista per 113 milioni di dollari di danni per essere stato ingiustamente cacciato e licenziato, a sua detta a causa della fine della loro storia. Liberace continuò a negare di essere omosessuale e, durante le deposizioni del 1984, insistette sul fatto che Thorson non era mai stato suo amante. Il caso si risolse ben presto col pagamento di 75.000 dollari a Thorson oltre a tre macchine e tre cani da compagnia. Thorson, dopo la morte di Liberace, disse che egli fu un "ragazzo noioso" per quanto riguarda la sua vita privata, preferendo trascorrere le sue giornate a cucinare, decorare e giocare coi suoi cani, evitando di suonare il piano per il quale già si esibiva a suo dire fin troppo col pubblico.
Secondo Thorson: "Lui (Liberace) aveva decorato molti pianoforti ornamentali nelle varie stanze della sua casa, ma senza mai averli toccati nemmeno una volta". Thorson inoltre rimarcò di non essere stato a conoscenza di problemi di salute che affliggessero Liberace prima di contrarre l'AIDS un anno prima della sua morte: "Era sempre in forma eccellente per la sua età; forte e strabiliante". Alla fine del 1986, durante una delle sue ultime interviste, Liberace indirettamente diede notizia della sua malattia dichiarando: "Come puoi goderti la vita se non hai la salute?". Il rapporto fra i due è oggetto del film del 2013 Dietro i candelabri diretto da Steven Soderbergh.
Liberace non parlò mai in pubblico della propria omosessualità e spesso si fece vedere in compagnia di donne, fatto che aumentò ulteriormente la confusione sulla sua vera natura sessuale. Oscurò le sue tendenze anche nell'articolo Mature Women Are Best: TV's Top Pianist Reveals What Kind of Woman He'd Marry. In un'intervista del 2011 l'attrice e amica Betty White disse che Liberace era effettivamente gay e che ella veniva spesso usata come "copertura" dai suoi manager per zittire le voci sulla sua sessualità.

## L'eredità
Liberace vantava un patrimonio di più di 110.000.000 di dollari al momento della sua morte e pertanto prima di morire lasciò le pratiche per l'istituzione di una fondazione che si preoccupasse coi suoi fondi di tutelare gli studenti di musica più svantaggiati.
Nel dicembre del 2014 la fondazione stessa ha annunciato un nuovo tour di Liberace nel mondo attraverso un ologramma. Una versione simulata del musicista avrebbe fatto rivivere agli spettatori il piacere di incontrare o rincontrare Liberace, il tutto sotto la supervisione di alcuni dei responsabili dell'immagine di Coachella di Tupac Shakur. Il debutto dell'evento si tenne proprio a Las Vegas, per anni palcoscenico d'onore del grande musicista. Jonathan Warren, presidente della Liberace Foundation, ha spiegato a tal proposito: "Si sente il calore del suo cuore, si vede il luccicare dei suoi occhi, e la luce che emanano le sue dita."

## IlLiberace Museume ilTivoli Gardens Restaurant

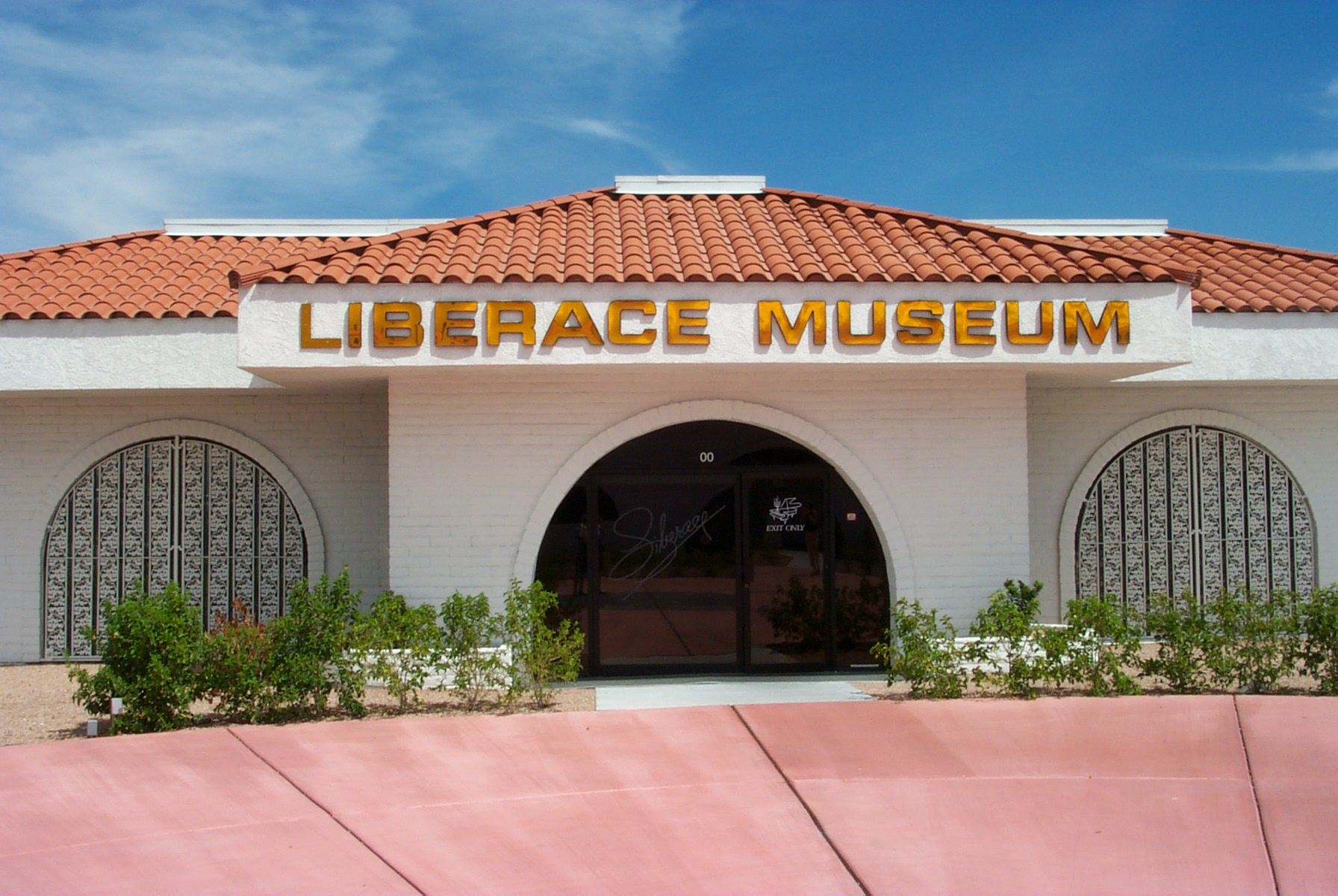
Il Liberace Museum a Las Vegas nel 2003

Nel 1979, Liberace decise di aprire un museo che raccogliesse gli oggetti di scena e gli abiti stravaganti da lui utilizzati nel corso degli anni durante i suoi spettacoli. Il Liberace Museum con sede a Las Vegas ha chiuso i battenti nell'ottobre 2010 dopo 31 anni di apertura al pubblico. Liberace stesso, a fianco al museo, aveva aperto il Tivoli Gardens Restaurant, un ristorante di cucina italiana che, dopo la sua morte, era passato in gestione alla catena italo-americana Carluccio's, ma che dopo la chiusura del museo nel giugno 2011 si è spostato altrove.
Malgrado la chiusura del museo, la Liberace Foundation continua a provvedere ancora oggi delle borse di studio coi fondi del cantante e a promuovere i nuovi musicisti in difficoltà. Nel gennaio del 2013, la Liberace Foundation ha annunciato i piani per ricollocare il museo a Las Vegas, con conseguente riapertura nel 2014. Nel 2014, a ogni modo, il presidente della Liberace Foundation, Jonathan Warren, ha annunciato che anche questo progetto è fallito.
Il 7 aprile 2016, alcune delle automobili usate da Liberace sono state messe in mostra, assieme ai suoi pianoforti e ad altri oggetti di scena, al "Liberace Garage", sempre a Las Vegas.

## Filmografia

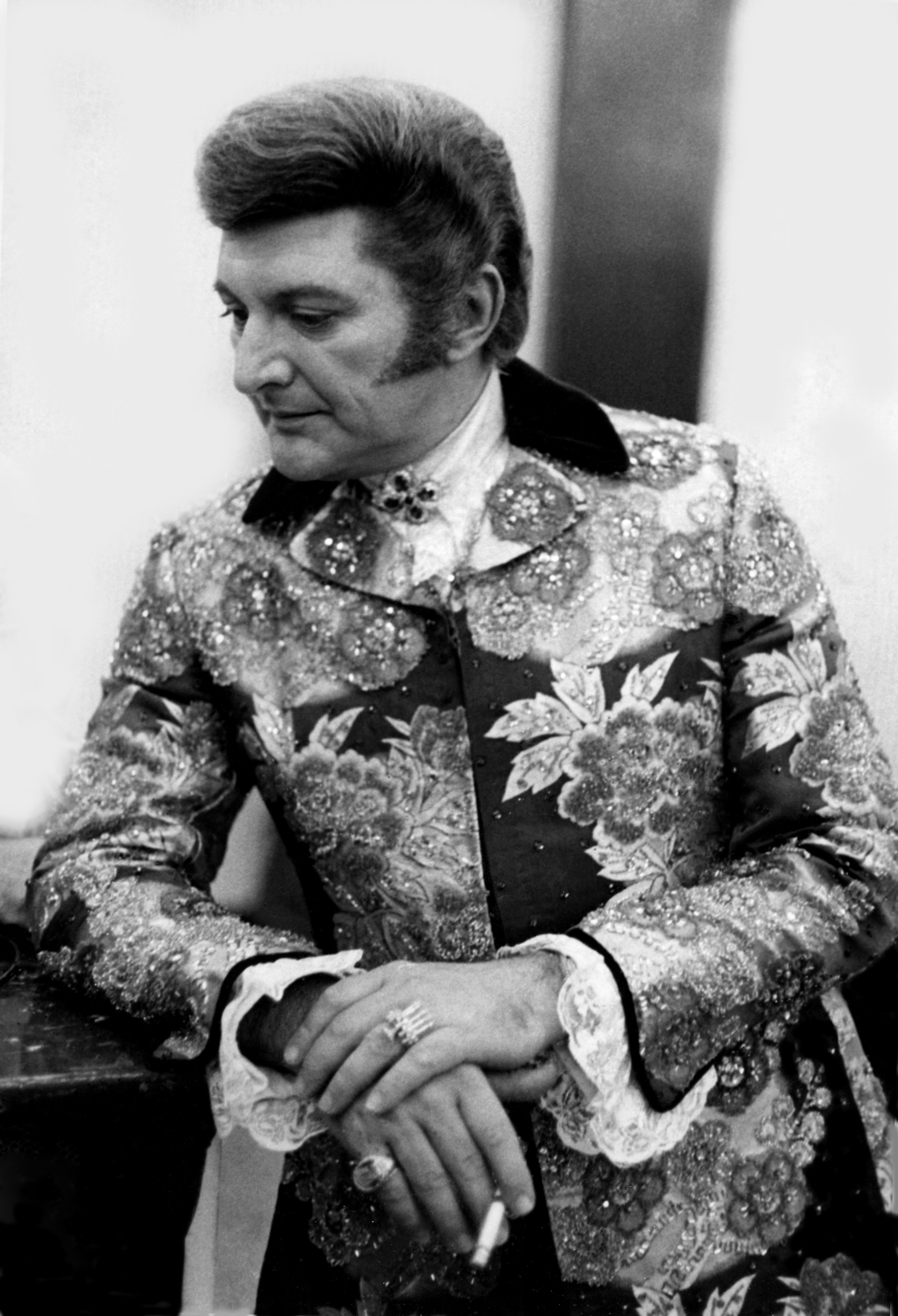
Liberace nel 1968

Già prima del suo arrivo a Hollywood nel 1947, Liberace si sentiva portato per il mondo del cinema ma fu solo con l'essere notato nel mondo di Hollywood che venne scritturato per la prima volta dalla Universal nel suo La peccatrice dei mari del Sud (1950) a fianco di Macdonald Carey e Shelley Winters. Liberace apparve come guest star in due compilations della RKO Radio Pictures. Footlight Varieties (1951) e il suo sequel, Merry Mirthquakes (1953), videro ancora Liberace come maestro delle cerimonie.
Nel 1955, Liberace era al picco massimo della sua carriera e venne pertanto contattato dalla Warner Bros. per prendere parte al suo primo film Sogno d'amore (1955), un remake de The Man Who Played God (1932), nella parte di un concertista. Quando il film uscì nelle sale, la figura di Liberace venne largamente utilizzata nella campagna pubblicitaria del film, col suo nome sui cartelloni con dei caratteri stravaganti e più grandi dello stesso titolo del film. Il film fu un fallimento critico e commerciale dal momento che Liberace non si dimostrò in grado di trasporre sul grande schermo ciò che riusciva a fare negli spettacoli a teatro e in TV e questo portò a una drammatica revisione anche dei cartelloni con un "with Liberace at the piano" indicato sotto il titolo.
Questa esperienza scioccò a tal punto Liberace che egli abbandonò perlopiù le proprie aspirazioni alla filmografia, relegando le sue apparizioni successive a semplici cameo come nel caso di When the Boys Meet the Girls (1965) con Connie Francis e Il caro estinto (1966).

### Attore

#### Cinema
- La peccatrice dei mari del Sud (South Sea Sinner), regia di H. Bruce Humberstone (1950)
- Merry Mirthquakes, regia di Leslie Goodwins e Hal Yates (1953)
- Sogno d'amore (Sincerely Yours), regia di Gordon Douglas (1955)
- When the Boys Meet the Girls, regia di Alvin Ganzer (1965)
- Il caro estinto (The Loved One), regia di Tony Richardson (1965)

#### Televisione
- The Jack Benny Program, varietà televisivo, (1954)
- Date with the Angels, serie televisiva (1957)
- The Red Skelton Show, varietà televisivo (1958, 1964, 1968)
- Batman, serie televisiva (1966)
- Here's Lucy, serie televisiva (1970)
- Kojak, serie televisiva (1978)
- Hotel, serie televisiva (1983)

## Discografia
Il grande successo di Liberace in televisione segnò d'altro canto un'impennata delle vendite dei suoi dischi. Dal 1947 al 51, incise 10 dischi. Dal 1951 al 1954, passò a quasi 70. Le principali registrazioni le svolse con la Columbia Records tra cui Liberace by Candlelight, vendendo più di 400.000 albums dal 1954. Il suo singolo più popolare fu "Ave Maria" che da solo vendette 300.000 copie.
I suoi album includevano pezzi pop dell'epoca come Hello, Dolly!, e interpretazioni classiche del repertorio di Chopin e Liszt.

## Onorificenze e riconoscimenti
Liberace venne riconosciuto durante la sua carriera con due Emmy Awards, sei dischi d'oro e due stelle nella Hollywood Walk of Fame. Pubblicò inoltre una sua autobiografia e totalizzò ben 56 spettacoli tutti esauriti alla Radio City Music Hall di New York.

## Citazioni e omaggi

### Cinema
- Nel film Misery non deve morire, la protagonista Annie è appassionata di Liberace e fa ascoltare i suoi Lp a Paul Sheldon, suo prigioniero.
- Lo spirito dell'artista compare al maestro Rodrigo nella quarta stagione di Mozart in the Jungle.
- La vita di Liberace viene raccontata nel film per la tv Liberace del 1988 diretto da William Hale e Tommy Groszman, dove il musicista è interpretato da Andrew Robinson.
- La vita di Liberace è soggetto del biopic Liberace: Behind the Music del 1988 diretto da David Greene, dove è interpretato da Victor Garber.
- La storia d'amore intercorsa tra Liberace, interpretato da Michael Douglas, e Scott Thorson (Matt Damon) è il soggetto del film Dietro i candelabri diretto da Steven Soderbergh.
- Nel film I segreti di Osage County, diretto da John Wells, uno dei personaggi è aspramente apostrofato come "Liberace".

### Letteratura
- Stefano Benni ha reso omaggio al musicista chiamando Liberace una nave che appare nel romanzo Elianto.

### Musica
- Lady Gaga lo cita nella sua canzone Dance in the Dark, inclusa nell'album The Fame Monster.
- L'artista è citato nella canzone Mr. Sandman del 1954, interpretata da vari artisti, tra i quali The Chordettes e The Puppini Sisters.
- Liberace viene citato nella canzone California Love di Tupac Shakur, inclusa nell'album All Eyez on Me «Now it's '95 and they clock me and watch me / Diamonds shinin', lookin' like I robbed Liberace» («Ora è il '95 e mi notano e mi guardano / Diamanti splendenti, sembro come se avessi rapinato Liberace»).
- Liberace viene citato nella canzone My Baby Just Cares For Me cantata da Nina Simone.
- Bob Dylan cita Liberace nella canzone My Own Version of You dell'album Rough and Rowdy Ways.

## Libri
- (EN) Liberace: An Autobiography, Star Books, 1974, ISBN 0-352-30010-8.
- (EN) The Things I Love, Grosset & Dunlap, 1977, ISBN 0-448-12718-0.
- (EN) The Wonderful World of Liberace, Scranton, Harper & Row, 1986, ISBN 0-06-015481-0.